# 伪素数

伪素数是指經由質數測試檢驗判定為素数，但實際上卻是合數的数。根据所满足的性质的不同可以划分不同种类的伪素数。其中最有名的伪素数是满足费马小定理的合数，即费马伪素数。

## 费马伪素数
费马伪素数的定义是：对自然数{\displaystyle x}和一个与其互素的自然数a，如果{\displaystyle x}整除 ax-1 - 1，则称{\displaystyle x}是一个以a为底的费马伪素数或者关于a的费马伪素数。最小的费马伪素数是341（=11×31，关于2）。如果{\displaystyle x}关于任何与其互素的数都是费马伪素数，则称{\displaystyle x}是绝对伪素数（或卡邁克爾數），来自找到第一个绝对伪素数的数学家羅伯特·丹尼·卡邁克爾）。最小的绝对伪素数是561。